# گلوتامین سنتتاز
گلوتامین سنتتاز آنزیمی است که نقش مهمی در متابولیسم نیتروژن از طریق ساختن گلوتامین از گلوتامات و آمونیاک دارد.
Glutamate + ATP + NH3 → Glutamine + ADP + phosphate 